# 東西南北殺人事件
『東西南北殺人事件』（とうざいなんぼくさつじんじけん）は、日本の小説家赤川次郎によって1984年に発表された推理小説短編集。大貫警部シリーズの1冊目に当たり、4編が収録されている。

## 収録作品とあらすじ
典型的殺人事件（初出『小説現代』1981年1月号）
大貫警部と井上刑事のデビュー作。評論家が自宅の離れで殺され、大貫はその強引な見込み捜査で新人の井上を振り回しつつ、事件に迫っていく。
迷宮入り殺人事件（初出『小説現代』1981年4月号）
厄介払いのために20年前の迷宮入り事件の再捜査を命じられた大貫は、上司の真意にも気付かず出動するが、その再捜査が新たな事件の引き金になる。
本人殺人事件（初出『小説現代』1981年7月号）
大貫警部と喧嘩した木下警部宅に、大貫警部の名で贈られた品物が新たな事件を起こす。嫌疑をかけられた大貫は、井上を巻き込んで自ら捜査に乗り出す。
東西南北殺人事件（初出『小説現代』1981年11月号）
大貫警部は、突然何の関連もない3つの殺人事件を連続殺人と言い出した。大貫の「推理」では、過去3週間の金曜日に起こった、被害者の苗字は方角の名前になっている殺人事件は、すべて同一犯人の犯行という。大貫は、次の金曜日に「北」という苗字の人物が殺されると予告し、破天荒な捜査が開始される。

## 書誌情報
- 『東西南北殺人事件』講談社講談社ノベルス、1982年5月20日 ISBN 4-06-181005-7
- 『東西南北殺人事件』講談社講談社文庫、1984年8月15日 ISBN 978-4-06-183271-8